# Regions Tower
Regions Tower, también conocida como One Indiana Square, es un edificio de 36 pisos en 211 North Pennsylvania Street en el centro de la ciudad de Indianápolis, en el estado de Indiana (Estados Unidos). Es utilizado por diversas empresas para oficinas. El edificio se inauguró en 1970 como sede del Indiana National Bank.   El edificio ahora sirve como la sede de Indiana para Regions Financial Corporation. El edificio también lleva el nombre y el logotipo de Regions. Desde su inauguración en 1970 hasta 1982 fue el edificio más alto de la ciudad. En la actualidad es el tercer edificio más alto de Indianápolis.

## Descripción e historia
La torre se eleva desde una base de varios pisos y cubre la mitad sur de la cuadra delimitada por las calles de Pensilvania, Nueva York, Delaware y Ohio.Knights of Pythias Building La fachada está cubierta por vidrio tintado oscuro debajo de la torre y empotrada para permitir un paseo cubierto en el oeste y partes de los lados norte y sur. El techo del paseo está sostenido por columnas cuadradas revestidas de mármol en su exterior. La parte este de la base alberga un estacionamiento. 
Los planos originales requerían dos torres adicionales en la mitad norte de la cuadra, una de veinte pisos en la esquina noreste y una de doce en la esquina noroeste, pero ninguna fue construida. La primera cuadra de Massachusetts Avenue originalmente corría en diagonal a través de la cuadra, pero fue desocupada para el proyecto. El Knights of Pythias Building, un edificio en forma de plancha en la esquina de Massachusetts y Pensilvania, fue uno de los demolidos para permitir la construcción del edificio.
A mediados y finales de la década de 1990, los propietarios de edificios instalaron una nueva fachada e iluminación exterior después de los daños causados por el clima al edificio en 1978, 1980 y 1990.
El edificio se sometió a otra remodelación exterior después del daño causado por vientos con fuerza de tornado el 2 de abril de 2006. Los propietarios de One Indiana Square han invertido en un nuevo sistema de iluminación led. La última fachada es un muro cortina azul claro, de la firma Gensler de San Francisco, que es en gran parte transparente.